# Maredudd ap Bleddyn
Maredudd ap Bleddyn (né vers 1070 et † le 9 février 1132) est prince de Powys pendant 16 ans de 1116 à 1132

## Origine
Maredudd ap Bleddyn est l'un des plus jeunes fils de Bleddyn ap Cynfyn . Il réussit à survivre à l'inexpiable guerre de succession entre ses frères et ses neveux et à devenir le souverain plus puissant de sa famille.

## Biographie
En 1102, quand Robert II de Bellême, comte de Shrewsbury, fait appel à lui et à ses frères Cadwgan ap Bleddyn et Iorweth ap Bleddyn lorsqu'il entre en rébellion contre le roi Henri Ier d'Angleterre, il le rejoint avec son frère Cadwgan pendant que Iorweth fait défection. En 1103, il est livré aux Anglais par son frère Iorweth ap Bleddyn mais il parvient à s'échapper de sa prison en 1108. En 1113, Maredudd  capture son neveu  Madog ap Rhiryd, qui avait tué  en 1111 deux de ses frères, Iorwerth et Cadwgan. Maredudd remet son prisonnier à Owain ap Cadwgan qui, pour venger la mort de son père, fait aveugler Madog.
Lorsque Henri Ier d'Angleterre envahit le pays de Galles en 1114 et capture son neveu Owain ap Cadwgan, Maredudd rend hommage à Henri Ier et règne jusqu'à ce qu'Owain soit libéré l'année suivante. En 1116, après le meurtre d'Owain ap Cadwgan, le Powys est partagé entre ses frères sous l'autorité de l'aîné Einion mais Mareddud, leur oncle, a l'habileté de se faire reconnaître une autorité de  « Haut Roi » et, patiemment, reconstruit le royaume. 
Maredudd demeure fidèle au roi Henri d'Angleterre. Toutefois, lorsque ce dernier envahit de nouveau le pays de Galles en 1121, Maredudd doit se réfugier au Gwynedd puis payer un tribut de 10 000 tête de bétail et faire la paix avec les fils de Morgan et Maredudd les fils Cadwgan ap Bleddyn.
Gruffydd ap Cynan, puis son fils Cadwallon ap Gruffyd, profite de son affaiblissement pour instaurer en 1124 leur suzeraineté sur la Powys. En 1125, son fils Gruffud ap Maredudd ap Bleddyn tue son cousin Ithel ap Rhiryd qui, après son éviction du pouvoir en 1110, se maintenait comme seigneur de Caereinion.
Après la mort de Cadwallon dans un combat à Llangollen en 1132, la paix est rétablie avec le Gwynedd et Maredudd retrouve sa souveraineté. Lorsqu'il  meurt la même année, âgé d'environ 60 ans, le Brut y Tywysogion l'évoque comme « la splendeur et la défense des hommes du Powys. »

## Postérité
Maredudd ap Bleddyn eut deux épouses dont il eut quatre fils:  
1) Hunedd ferch Einudd,  
- Madog ap Maredudd,
- Hywel ap Maredudd,
- Gruffydd ap Maredudd († 1128) père de Owain Cyfeiliog.

2) Cristin ferch Bledrus,  
- Iowerth Goch ap Maredudd.

Il fut également le père d'une fille
- Dyddgu ferch Maredudd épouse de Cadwaldr ap Gruffydd ap Cynan († 1172)